# طائل
طائل فیلمی به کارگردانی و نویسندگی محمد عقیلی ساختهٔ سال ۱۳۶۳ است.
طائل ــ افسر ژاندارمری که سال‌ها در بلوچستان بوده است ــ مأموریت می‌یابد تا برای شناسایی باندهای قاچاق مواد مخدر و اسلحه به بلوچستان برود و بدون اطلاع پاسگاه ژاندارمری وظیفهٔ خود را انجام بدهد. از مرکز به رئیس پاسگاه اطلاع داده می‌شود که طائل قرار است برای انجام مأموریت به منطقه بیاید، قاچاقچی و سردستهٔ آنان به نام عبدالله با کمک یکی از ژاندارم‌ها، به نام شفیع، در جریان مسایل پاسگاه هستند و رئیس پاسگاه نیز با کمک یکی از قاچاقچیان نادم به نام جواد در جریان اخبار باند عبدالله قرار می‌گیرد. طائل به عنوان خریدار اسلحهٔ قاچاق وارد منطقه می‌شود و از طریق دوست بلوچش، جلیل، برای شناسایی باند تلاش می‌کند. رئیس پاسگاه که متوجه شده اخبار درون پاسگاه به قاچاقچی‌ها می‌رسد وانمود می‌کند که می‌خواهد به پایتخت برود، اما بدون اطلاع افرادش در بلوچستان می‌ماند و به باند عبدالله شبیخون می‌زند. گروهی از دوطرف کشته می‌شوند. طائل و رئیس پاسگاه که از غار محل اختفای افراد عبدالله مطلع شده‌اند جداگانه عملیات خود را آغاز می‌کنند. طائل خود را به رئیس معرفی می‌کند و عبدالله را که قصد فرار دارد تا درون غار دنبال می‌کند. کوه و دهانهٔ غار منفجر می‌شود.

## بازیگران
- محمد برسوزیان
- علی ترابی
- محمدعلی کشاورز
- منوچهر حامدی
- آتش تقی‌پور
- محمد ورشوچی
- شیرین گلکار
- عباس مختاری
- اصغر زمانی
- عباس نوذری
- التفات قربانی
- احمد فیضی
- یدالله گرامی
- حسین پورحسین
- جواد درخشان
- حسن گروسی
- مصطفی کامیاب
- حسن یعقوبی
- حسن عابدی
- بهمنی
- حسن سلطانی
- شریف
- صولتی
- ریگی
- خلبان، محمد مهدی صدیقی